# Vesse-de-loup
Taxons concernés
Dans la famille des Agaricaceae
ou Lycoperdaceae selon l'auteur:
- Des espèces des genres :
  - Lycoperdon
  - Langermannia
  - Calvatia
  - Bovista
- Entre autres, les espèces:
  - Lycoperdon perlatum
  - Lycoperdon pyriforme
  - Lycoperdon mammiforme
  - Langermannia giganteamodifier

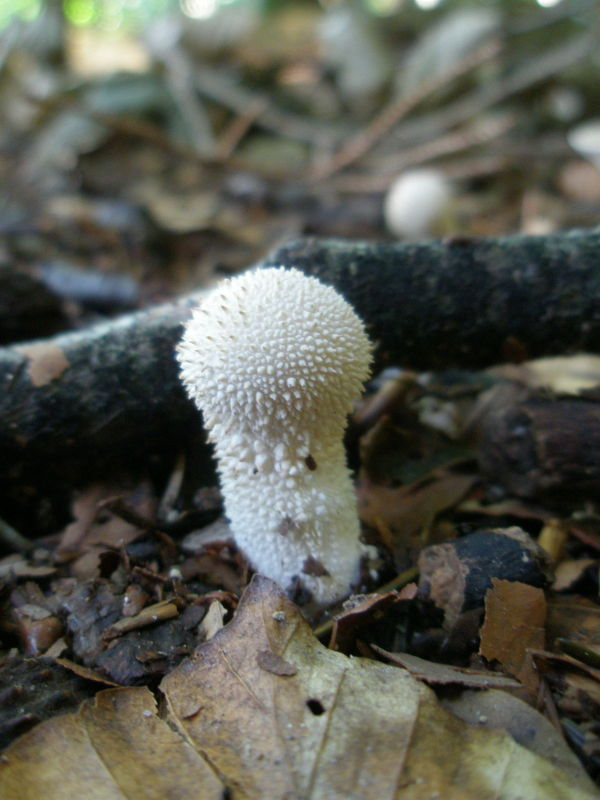
La vesse-de-loup perlée est munie de verrues pointues qui évoquent des canines de loup, la nomenclature mycologique ayant souvent subi l'influence d'une appellation populaire.

Les vesses-de-loup, ou pets-de-loup au Canada, sont des champignons appartenant à différents genres, très répandus dans les prés et les bois. Elles sont facilement reconnaissables à l'absence de pied, ou du moins d'un pied et d'un chapeau séparés, à leur couleur blanche ou grisâtre, et au fait que, lorsqu'elles sont vieilles, elles se transforment en sacs remplis d'une poussière brune (spores par millions, voire milliards) qui est évacuée quand on appuie dessus.
Le nom grec scientifique du principal genre de ces champignons, Lycoperdon, signifie littéralement « pet de loup », nom vernaculaire de ces espèces fongiques. Une « vesse » désigne en vieux français argotique un gaz intestinal silencieux et malodorant. L'origine de ce nom véhiculé par l'imaginaire populaire est peut-être liée à la poussière (spores) qu'émet ce champignon, laquelle dégage une odeur âcre comme la flatulence du canidé ou du gaz relâché par ses excréments, considérés comme mortels (voir la réputation du loup dans la culture), les vesses-de-loup pouvant se confondre avec les jeunes Amanites vénéneuses en boule encore renfermées dans leur volve. Les Britanniques les appellent pour leur part puffballs, du fait qu'elles laissent jaillir des bouffées de « fumée » lorsqu'on les presse. Quant aux Japonais, ils les nomment simplement hokori-také, « champignons à poussière ».
Elles sont parfois confondues avec les Sclérodermes, qui ont une forme semblable aux vesses mais s'en distinguent par une enveloppe épaisse, verruqueuse, et un intérieur de couleur noire.

## Description
Les vesses-de-loup sont des champignons « gastéromycètes » (les guillemets indiquent que le suffixe utilisé est impropre, car il ne s'agit pas d'une classe), dont la particularité est que leur basidiome (appareil reproducteur des basidiomycètes contenant les spores) se trouve protégé par une membrane appelée péridium. L'hyménium lui-même est appelé gleba. C'est cette gléba qui, en vieillissant, se transforme d'abord en une confiture olivâtre peu appétissante, puis en poussière qui jaillit à la moindre pression.
Les genres se différencient par la façon dont le péridium se déchire : soit il se forme une ouverture au sommet (l'ostiole apical), transformant le champignon en « volcan » (Lycoperdon et Bovista), soit la déchirure est plus irrégulière (Calvatia et Langermannia). Selon la classification phylogénétique, les gastéromycètes formeraient le stade le plus évolué des basidiomycètes[réf. nécessaire].
Elles brunissent peu à peu à maturité.
Diverses espèces mycophages appartenant à plusieurs familles de coléoptères se développent sur les vesses de loup (Lycoperdacées), notamment le cryptophagidé Cryptophagus lycoperdi, les adultes et larves de Caenocara bovistae (Anobiidae), Lycoperdina bovistae, Endomychus coccineus et Mycetina cruciata (Endomychidae).
En principe, aucune vesse-de-loup n'est toxique. Cependant, l'intérêt gastronomique du champignon est limité, d'autant que seuls les spécimens très jeunes peuvent être consommés tant que l'intérieur est blanc. Une exception : la vesse-de-loup géante.

## Principales espèces
- Bovista plumbea : boviste plombée. Assez commun, ce champignon se présente comme une sorte de minuscule pomme de terre, dont il a un peu la forme. La partie externe de son péridium beige se craquelle peu à peu, laissant apparaître une pellicule gris plombé, d'où son nom.
- Calvatia excipuliformis : calvatie en coupe. Doit son nom au fait que son péridium se déchire en formant une sorte de coupe (caractéristique commune aux diverses calvaties). Jeune, le champignon est blanc, recouvert de minuscules verrues.
- Calvatia gigantea : vesse-de-loup géante. Champignon se présentant sous forme d'une boule blanche qui peut atteindre la taille d'un ballon de football, voire plus. Il est considéré comme assez rare, ce qui ne l'empêche pas de se développer parfois en groupes impressionnants dans certaines prairies. Jeune, c'est un comestible intéressant. La façon la plus simple de le préparer est d'en couper quelques tranches, qu'on fait cuire à la poêle comme des escalopes de veau.
- Calvatia utriformis : vesse-de-loup ciselée. Sporophore pyrifome, parfois globleux, avec une sorte de pied radicant, vigoureux et en fuseau ; d'un blanc pur, verruqueux, puis gris ou tacheté de brun, anguleux lorsque les verrues sont tombées, s'effondrant dans la partie supérieure ; jusqu'à 15 cm de hauteur et 10 cm de largeur. La glèbe est d'abord blanche olivâtre, brunâtre enfin mûre, elle tombe alors en poussière ; la chair non fertile du pied subsiste longtemps sur place. Assez rare, se trouve dans les champs. Elle est comestible mais de moindre qualité.
- Lycoperdon echinatum : vesse de loup hérissée. De deux à six centimètres de haut, couleur brun et avec des aiguillons allant jusqu'à cinq millimètres.
- Lycoperdon foetidum : se présente sous forme d'une mini-massue de deux à cinq centimètres de haut. Le péridium est blanchâtre, puis gris-blanchâtre, couvert de verrues un peu incurvées.
- Lycoperdon lividum ou Lycoperdon spadiceum : de deux à quatre centimètres de haut, de couleur gris-beige à brunâtre, avec une surface granuleuse sans aiguillons.
- Lycoperdon mammiforme : vesse-de-loup voilée. Même aspect général que les précédents, mais le champignon forme une sorte de mamelon et, surtout, le péridium est recouvert d'un voile qui se déchire en petits flocons blancs.
- Lycoperdon molle : se présente sous forme d'une mini-massue de deux à sept centimètres de haut. Le péridium est crème, puis gris-blanchâtre à café au lait, couvert de très petites verrues et de granules.
- Lycoperdon perlatum : vesse-de-loup perlée. Se présente sous forme d'une mini-massue d'environ cinq centimètres de haut. Le péridium est blanc, puis brunâtre, couvert d'aiguillons coniques entre lesquels se développent de petites verrues.
- Lycoperdon pyriforme : vesse-de-loup en forme de poire. Elle a l'aspect d'une petite poire. Sa couleur est de blanc à gris-brun. Son péridium est légèrement granuleux.
- Lycoperdon umbrinum : de deux à six centimètres de haut, de couleur gris-brunâtre à brun foncé, couvert d'aiguillons d'environ un millimètre.

## Utilisation
Lycoperdon mixtecorum et Lycoperdon marginatum sont utilisés pour leurs propriétés hallucinogènes dans le Sud du Mexique par les Mixtèques d'Oaxaca à des fins divinatoires.

## Galerie d'images

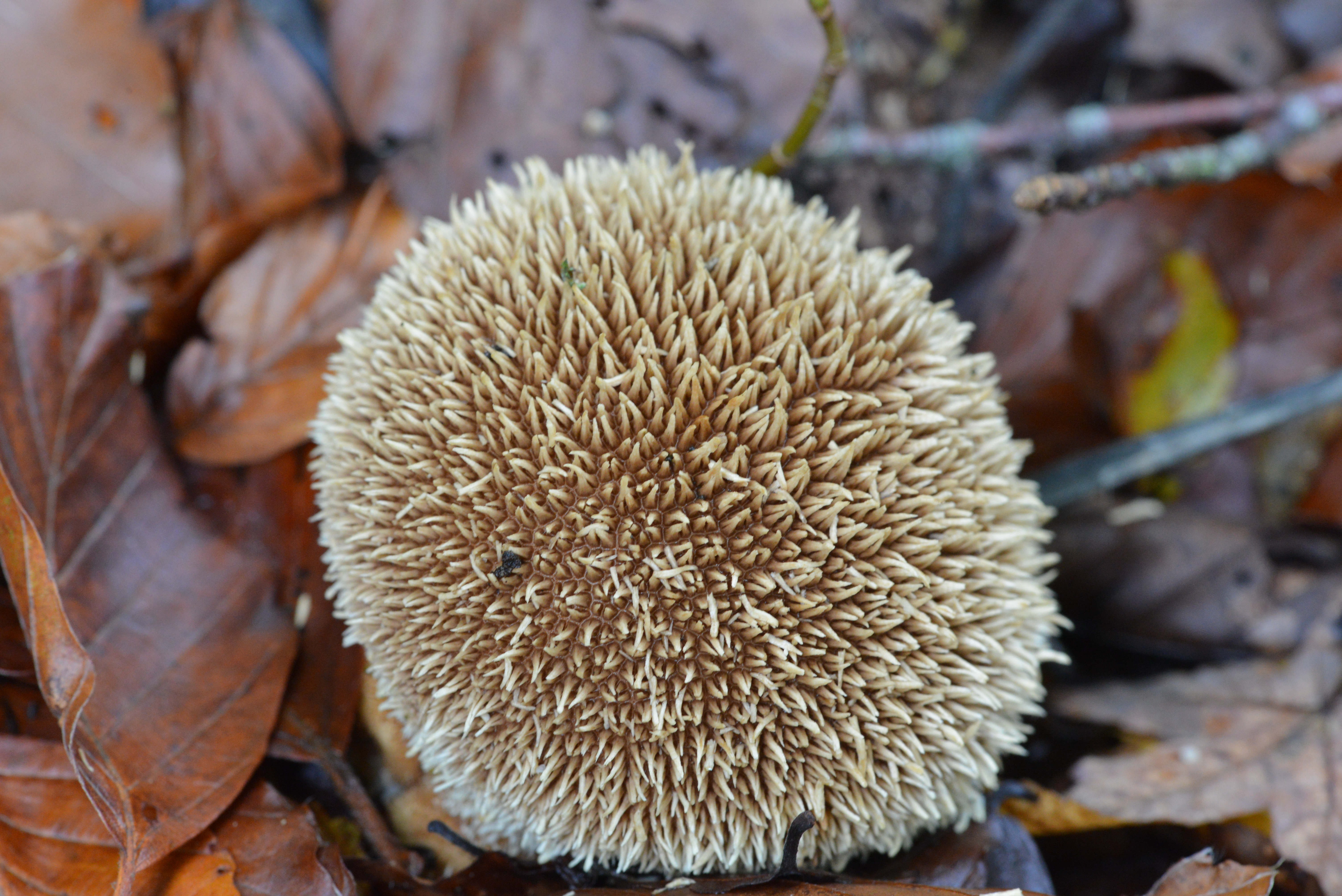
Vesses de Loup, Combrailles, AuvergneVesse-de-loup hérissée (Lycoperdon echinatum)
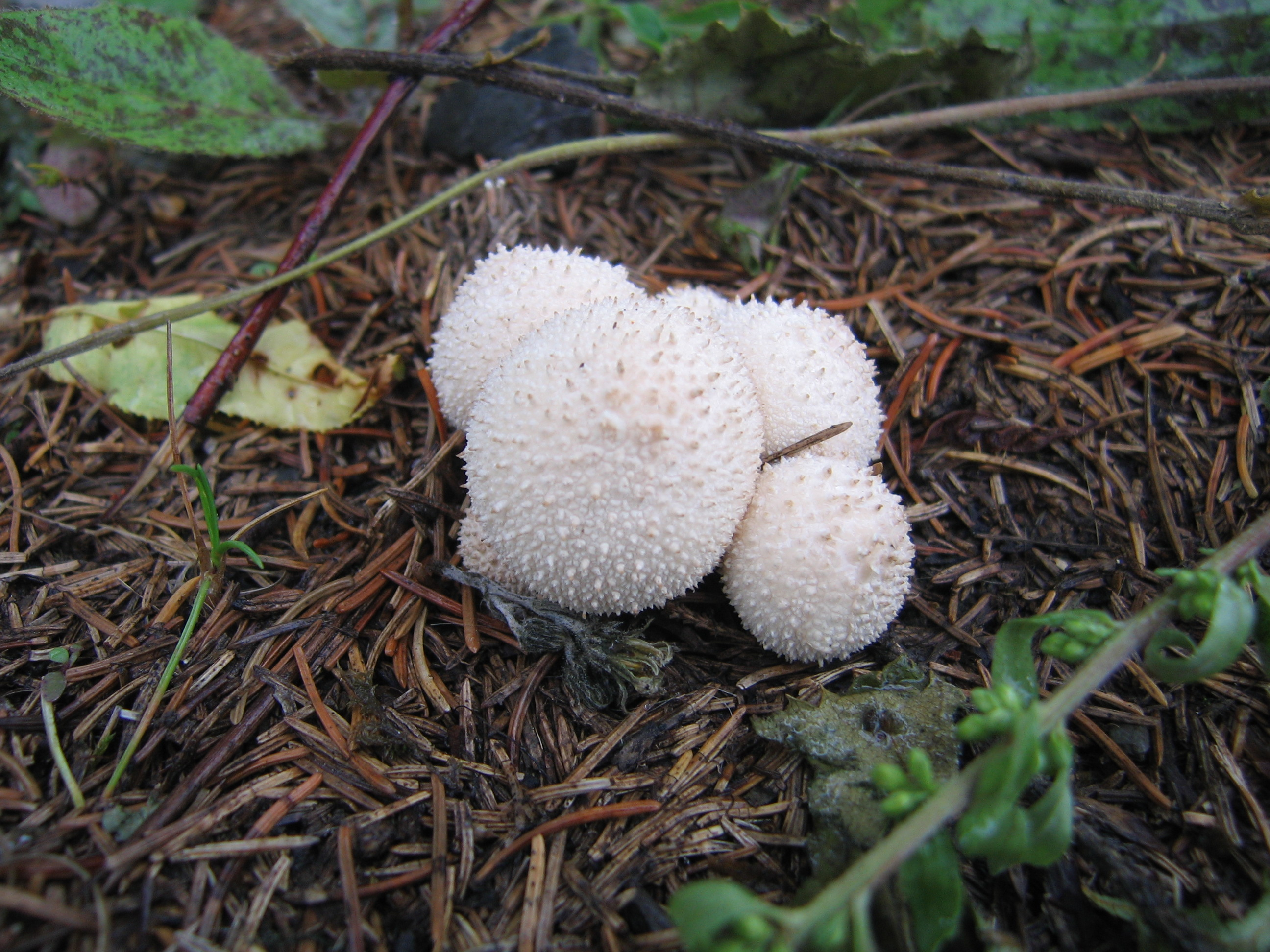
Vesses-de-loup
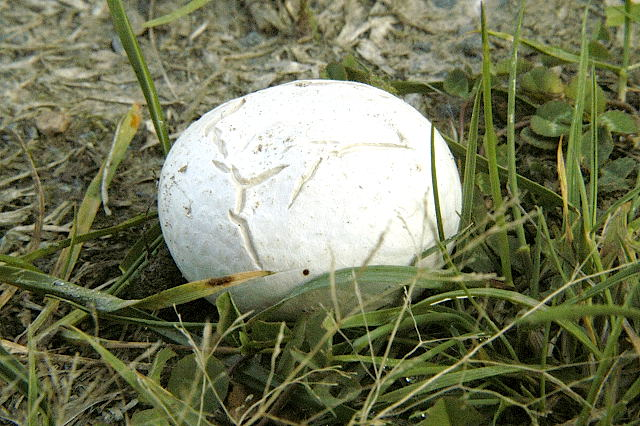
Vesse-de-loup
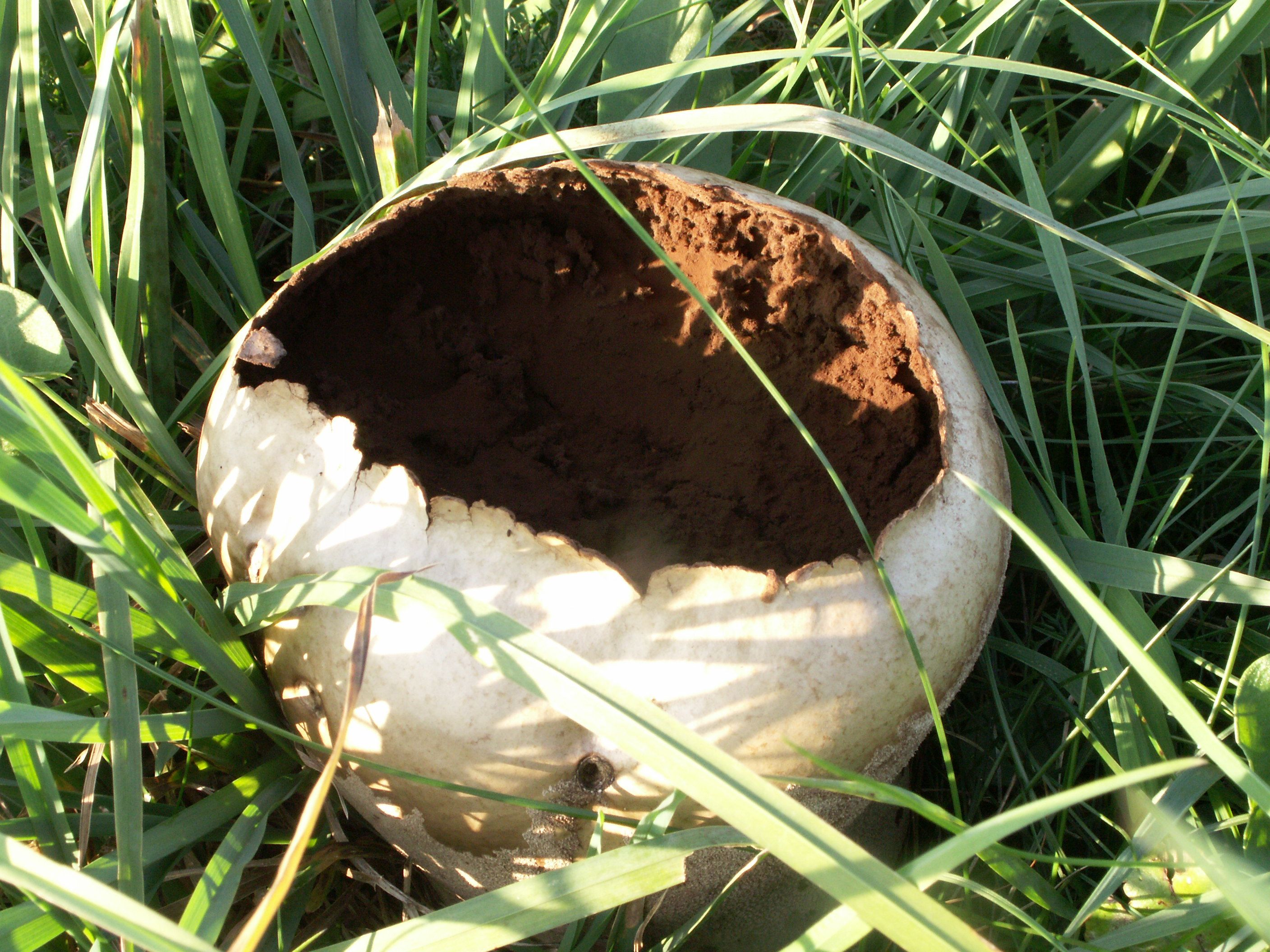
Vesse-de-loup âgée avec spores visibles

## Calendrier
- Le 3e jour du mois de fructidor du calendrier républicain français est dénommé jour de la vesse de loup[6], généralement chaque 20 août du calendrier grégorien.